# North Pearsall
North Pearsall és una concentració de població designada pel cens dels Estats Units a l'estat de Texas. Segons el cens del 2000 tenia 561 habitants.

## Demografia
Segons el cens del 2000, North Pearsall tenia 561 habitants, 162 habitatges, i 139 famílies. La densitat de població era de 162,9 habitants/km².
Dels 162 habitatges en un 58% hi vivien nens de menys de 18 anys, en un 68,5% hi vivien parelles casades, en un 10,5% dones solteres, i en un 13,6% no eren unitats familiars. En el 10,5% dels habitatges hi vivien persones soles el 4,9% de les quals corresponia a persones de 65 anys o més que vivien soles. El nombre mitjà de persones vivint en cada habitatge era de 3,46 i el nombre mitjà de persones que vivien en cada família era de 3,73.
Per edats la població es repartia de la següent manera: un 37,4% tenia menys de 18 anys, un 9,6% entre 18 i 24, un 30,3% entre 25 i 44, un 18,9% de 45 a 60 i un 3,7% 65 anys o més.
L'edat mediana era de 27 anys. Per cada 100 dones de 18 o més anys hi havia 101,7 homes.
La renda mediana per habitatge era de 32.917 $ i la renda mediana per família de 35.000 $. Els homes tenien una renda mediana de 26.667 $ mentre que les dones 17.167 $. La renda per capita de la població era d'11.602 $. Aproximadament el 8,3% de les famílies i el 8,1% de la població estaven per davall del llindar de pobresa.

## Poblacions més properes
El següent diagrama mostra les poblacions més properes.